# Кілт

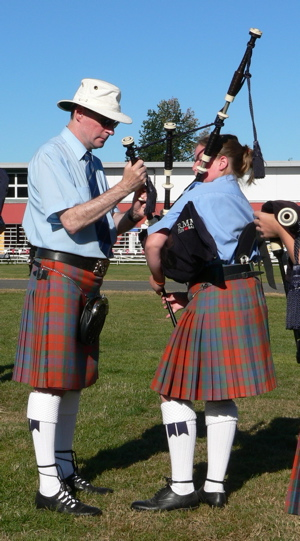
Шотландці в традійному одязі (малий кілт)

Кілт (англ. kilt) — предмет національного шотландського чоловічого одягу у вигляді спідниці, традиційний одяг шотландських горян. Зазвичай це шматок зібраної складками тканини, обернений навколо талії й закріплений за допомогою пряжок і ремінців; традиційно кілт носиться разом зі спеціальною сумочкою для грошей та інших дрібних речей, що називається спорран. Кілт може бути «великим» або «малим». Він бере свою історію від «великого пледа» (great plaid, belted plaid) і є його нижньою частиною. Історично великий кілт був достатньо довгим, щоб його можна було закинути на плече або вкритися ним у погану погоду. Кілт виготовляється з вовняної тканини з традиційним шотландським малюнком із клітинок та смужок — тартаном (в нас такий матеріал відомий як «шотландка»).
Сьогодні більшість шотландців використовують кілт як частину офіційного або весільного костюма, але повсякденно його носять досить мало людей. У багатьох місцях Шотландії кілти можна побачити під час спортивних змагань горян, а також музичних і танцювальних виступів. У британській армії, так само як і в арміях деяких інших країн Британської співдружності, кілт досі є частиною військової форми (найчастіше для оглядів і парадів), в бойових діях він не використовувався з часів Другої світової війни. Останнім полком, який мав кілти під час бойових дій в 1940 році, був британський полк Queens Own Cameron Highlanders.

## Історія
Найдавніший опис кілта в гірській Шотландії датується 1594 роком.
«Їхній верхній одяг являє собою крапчате вбрання різноманітних кольорів, з численними складками до середини литок, з поясом навколо талії, надягають через ноги.»
Слово кілт, ймовірно, походить від англо-шотландського kilt, що означає «обгортати одяг навколо тіла». У свою чергу, шотландське слово походить від давньоісландської kjilt («складчастий»), що прийшло від вікінгів, у яких був подібний, але з тартаном, складчастий одяг.
В Гірській Шотландії (Highlands), з її дощовим кліматом і гірським рельєфом, великий плед був незамінний. Він давав свободу рухів, зігрівав, швидко висихав, чого не можна було сказати про штани. На ніч він перетворювався в теплу ковдру. Коли в бою вимагалась максимальна свобода рухів, плед можна було легко скинути і нестись в атаку, так би мовити, без штанів.
У 1746, після придушення останнього повстання якобітів, британська влада заборонила носіння кілта, великого пледа і будь-якого іншого національного одягу з тартана. Жорстка заборона діяла цілих 36 років. Великий плед і кілт вижили завдяки шотландським полкам британської армії, солдати яких були офіційно екіпіровані пледами та іншими елементами національного одягу.
Хоч кілт і є традиційним шотландським одягом, частиною його загальнонаціональної культури він став порівняно недавно. Тільки в середині 19-го століття кілт став популярним серед шотландського дворянства та інтелігенції, а згодом був прийнятий рівнинними жителями і всією шотландською діаспорою за кордоном. Інші сучасні представники кельтської групи: ірландці, валлійці, жителі острова Мен, теж взяли носіння кілта (хоч і в меншій мірі в порівнянні з шотландцями).
Всі шотландці можуть носити кілт (хоча раніше це був винятково чоловічий одяг), але тільки чоловіки носять споран на кілті. Споран — це шкіряна «сумочка» з хутром, що висить на стегнах, на паску. Чому лише чоловіки носять її і з якої причини? Є багато історій на цю тему. Одна з них розповідає, що під час боїв між англійцями та шотландцями був потрібен хоч якийсь захист тіла. Оскільки шотландці були переважно фермерами, в них не було грошей на професійну броню солдатів. Отож обрали, хоч і малий але захист для найціннішої частини свого тіла — жорстку шкіряну сумку з хутром.

## Великий плед

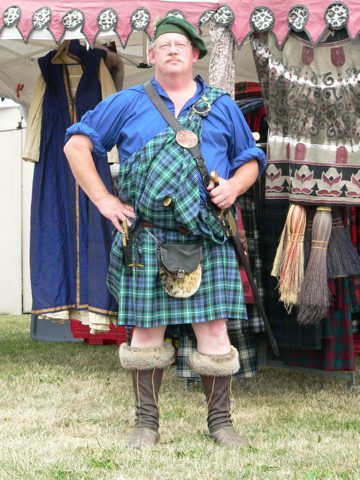

Цей предмет одягу відомий під багатьма іншими іменами: Great Plaid, Feileadh Mor, Breacan Feile, Belted Plaid, за суттю являє собою два шматки товстої вовняної тканини, зшитих разом. Довжина його може бути в межах від 4,5 до 9 ярдів (приблизно 4,1-8,2 м), однак найпоширеніша довжина — 6-7 ярдів (5,5-6,5 м). Складки на одній частині тканини збиралися вручну і закріплювалися за допомогою широкого ременя. Інша частина могла бути закинута поверх лівого плеча і використовуватися як плащ; або бути закріпленою на ремені, частково спадаючи з нього; або ж накривати плечі і голову при поганій погоді, а також служив покривалом вночі.
В описі 1746 сказано:
«Цей одяг досить вільний і допомагає чоловікам, які звикли до нього, долати важкі перешкоди: здійснювати швидкі переходи, переносити суворість погоди, переправлятися через річки. Кілт однаково зручний як для життя в лісі, так і в будинках. Словом, він допомагає впоратися з тим, з чим звичайний одяг не в силах.»
Досі багато сперечаються про час появи великого пледа, але достеменно відомо, що він вже існував на початку 17-го століття. Більш ранні зображення «кілта» ілюструють скоріш довгу (до колін) сорочку зі шкіри, льону або парусини, з великою кількістю складок і іноді простьобану для кращого захисту. Найчастіше великий кілт асоціюється з шотландськими горянами, але він також використовувався на бідних сільських рівнинних територіях.

## Кілт
Під словом кілт сучасники зазвичай розуміють саме малий кілт (англ. Little kilt, Feileadh Beg) тобто нижню частину великого кілта — шматок вовняної тканини, обертається навколо стегон, поли якого досягають коліна. Часто він тримається вже не на ремені, а на звичайних ремінцях з пряжками. До нижнього кута зовнішнього краю кріпиться спеціальна шпилька — Kilt pin, вона не скріплює полів між собою, а слугує для обважнення.
Кілт, найімовірніше, з'явився тільки на початку 18 століття, як менш громіздка і менш обтяжлива альтернатива великому пледу. Досі не відомо, що собою представляли перші кілти, яким чином вони були зшиті. За легендою, кілт був винайдений в 1725 англійцем Роулінсоном, керуючим на сталеливарному заводі в Лохабері. Саме він запропонував для зручності залишити лише нижню частину великого пледа.
Найстаріший зі збережених кілтів датується 1794 роком і носився солдатом полку Gordon Highlanders.
Сучасний кілт — це досить складна конструкція з 3-8 ярдів матерії, зазвичай вовни. Традиційні кілти шиють з тартана, але бувають утилітарні або супермодні кілти і з інших типів тканини. Розрізняють 2 основних способи плісування кілтів — box pleated і knife pleated. Зроблені з важкої товстої вовни, кілти практично не мнуться і вірно служать своїм власникам довгі роки.

## Цікаві факти
- Колір клітинки на матеріалі й точний її візерунок залежить від клану, до якого належить шотландець/шотландка.
- На кілті ще часто можна зустріти брошку — звичайно ж, кожен клан також має свою, а пристібають її в нижньому правому кутку.
- Деякий час в шотланській армії не прийнято було вдягати спідню білизну під кілт.